# Gladiolus mensensis
Gladiolus mensensis är en irisväxtart som först beskrevs av Georg August Schweinfurth, och fick sitt nu gällande namn av Peter Goldblatt. Gladiolus mensensis ingår i släktet sabelliljor, och familjen irisväxter. Inga underarter finns listade i Catalogue of Life.